# Kardynałowie z nominacji Marcina V
Papież Marcin V (1417–1431) ogłosił nominacje dla 16 nowych kardynałów. Czterech spośród nich zostało mianowanych w sekrecie (in pectore), co było precedensem w historii promocji kardynalskich. Co więcej, jeden z nich nie został dopuszczony do udziału w konklawe 1431, gdyż Marcin V, mimo opublikowania nominacji, przed śmiercią nie zdążył wręczyć mu insygniów kardynalskich, a jego następca Eugeniusz IV przez trzy lata odmawiał uznania jego promocji. Dwóch dalszych kardynałów, mianowanych jesienią 1430, również nie otrzymało insygniów kardynalskich przed śmiercią Marcina V, jednak nominacje te bez większych problemów zostały potwierdzone przez Eugeniusza IV.
W pierwszych latach swojego pontyfikatu Marcin V potwierdził lub przywrócił godność kardynalską kilku kardynałom wywodzącym się z obediencji awiniońskiej, a także byłemu antypapieżowi Janowi XXIII, który pod swoim świeckim imieniem Baldassare Cossa 23 czerwca 1419 został mianowany kardynałem biskupem Tusculum (zm. 22 grudnia 1419).

## Konsystorz 24 maja 1426

### Nominacje jawne
Kościoły tytularne zostały nadane 27 maja 1426.
1. Jean de la Rochetaillée, arcybiskup Rouen – kardynał prezbiter S. Lorenzo in Lucina, zm. 24 marca 1437
2. Louis Aleman CanReg., arcybiskup Arles – kardynał prezbiter S. Cecilia; pozbawiony godności kardynalskiej 11 kwietnia 1440 za popieranie antypapieża Feliksa V, zrehabilitowany 19 grudnia 1449, zm. 16 września 1450
3. Henry Beaufort, biskup Winchesteru – kardynał prezbiter S. Eusebio zm. 11 kwietnia 1447
4. Jan Železný OPraem, biskup Ołomuńca, administrator Pragi i Litomyśla – kardynał prezbiter S. Ciriaco, zm. 9 października 1430
5. Antonio Casini, biskup Sieny – kardynał prezbiter S. Marcello, zm. 4 lutego 1439
6. Niccolò Albergati OCarth, biskup Bolonii – kardynał prezbiter S. Croce in Gerusalemme, zm. 9 maja 1443
7. Raimond Mairose, biskup Castres – kardynał prezbiter S. Prassede, zm. 21 października 1427
8. Juan de Cervantes, prokurator król. Kastylii w Rzymie, archidiakon Sewilli – kardynał prezbiter S. Pietro in Vincoli, następnie kardynał biskup Ostia e Velletri (27 marca 1447), zm. 25 listopada 1453
9. Ardicino della Porta, adwokat konsystorialny – kardynał diakon Ss. Cosma e Damiano, zm. 9 kwietnia 1434
10. Hugues de Lusignan, arcybiskup elekt Nikozji – kardynał diakon S. Adriano, następnie kardynał prezbiter S. Clemente (14 marca 1431), kardynał biskup Palestriny (20 kwietnia 1431), kardynał biskup Tusculum (27 czerwca 1436); od 1440 w obediencji antypapieża Feliksa V, zm. 5 sierpnia 1442

### Sekretna nominacja ogłoszona 10 marca 1430
1. Domingo Ram i Lanaja CanReg, biskup Leridy – kardynał prezbiter Ss. Giovanni e Paolo (tytuł nadany 8 listopada 1430), następnie kardynał biskup Porto e Santa Rufina (7 marca 1444), zm. 25 kwietnia 1445

### Sekretne nominacje ogłoszone 8 listopada 1430
1. Prospero Colonna, papieski bratanek, notariusz apostolski, archidiakon Canterbury – kardynał diakon S. Giorgio in Velabro (tytuł nadany 8 listopada 1430), zm. 24 marca 1463
2. Giuliano Cesarini, audytor Roty Rzymskiej –  kardynał diakon S. Angelo (tytuł nadany 8 listopada 1430), następnie kardynał prezbiter S. Sabina (1435) i kardynał biskup Tusculum (7 marca 1444), zm. 10 listopada 1444
3. Domenico Capranica, biskup Fermo (uznany za pełnoprawnego kardynała dopiero 30 kwietnia 1434 przez Eugeniusza IV) – kardynał diakon S. Maria in Via Lata (tytuł nadany 8 listopada 1430, zatwierdzony 30 kwietnia 1434), następnie kardynał prezbiter S. Croce in Gerusalemme (1443), zm. 14 sierpnia 1458

## Konsystorz 8 listopada 1430
1. Juan Casanova OP, biskup Elne (potwierdzony jako kardynał przez Eugeniusza IV 4 lipca 1431) – kardynał prezbiter S. Sisto (tytuł nadany 8 listopada 1430, zatwierdzony 4 lipca 1431), zm. 1 marca 1436
2. Guillaume Ragenel de Montfort, biskup St.-Malo (potwierdzony jako kardynał przez Eugeniusza IV 11 marca 1432) – kardynał prezbiter S. Anastasia (tytuł nadany 12 czerwca 1432), zm. we wrześniu 1432

## Rehabilitacje

### 1 sierpnia 1418
Na tym konsystorzu Marcin V potwierdził nominacje dla czwórki kardynałów mianowanych przez antypapieża Benedykta XIII:
1. Juan Martínez de Murillo CanReg (pierwotna nominacja 22 września 1408) – kardynał prezbiter S. Lorenzo in Damaso, zm. w listopadzie 1420
2. Carlos Jordán de Urriés y Pérez Salanova (pierwotna nominacja 22 września 1408)  –  kardynał diakon S. Giorgio in Velabro, zm. 8 października 1420
3. Alfonso Carrillo de Albornoz (pierwotna nominacja 22 września 1408)  –  kardynał diakon S. Eustachio, zm. 14 marca 1434
4. Pedro Fonseca (pierwotna nominacja 14 grudnia 1412) –  kardynał diakon S. Angelo in Pescheria, zm. 21 sierpnia 1422

### 23 czerwca 1419
1. Baldassare Cossa, były Antypapież Jan XXIII (17 maja 1410 – 29 maja 1415) – kardynał biskup Tusculum, zm. 22 grudnia 1419